# Woltersdorf (Biederitz)
Woltersdorf ist ein Ortsteil der Einheitsgemeinde Biederitz im Landkreis Jerichower Land in Sachsen-Anhalt.

## Geografie
Woltersdorf liegt am Westrand des Flämings, der mit dem zwei Kilometer östlich des Ortes gelegenen Spitzen Berg (68 m) seine westlichste Erhebung hat. Mit seinen Nachbarorten Körbelitz im Norden und Königsborn im Süden ist Woltersdorf durch eine Landstraße verbunden, die bei Königsborn von der Bundesstraße 246 abzweigt. Außerdem liegt der Ort an der Bahnstrecke Biederitz–Altengrabow. Das Umland ist rein landwirtschaftlich geprägt.
Naturräumlich gehört die Gemarkung des Ortes zum norddeutschen Tiefland und zu zwei verschiedenen Landschaften. Ein am Westrand gelegener und recht kleiner Anteil gehört zum Elbe-Elster-Tiefland. Alle übrigen Teile, insbesondere alle vorhandenen Siedlungsanteile, zählen zum Zerbster Land. Bei beiden Landschaften handelt es sich um eine ackergeprägte offene Kulturlandschaft und letztere bildet zudem die Südwestabdachung des Flämings zur Elbe. Die gesamte Gemarkung ist Teil des Einzugsgebietes der Elbe.

## Geschichte
Nördlich von Woltersdorf wurden bei Ausgrabungen Gräber aus dem 3. Jahrtausend vor Christus und dem 3. Jahrhundert n. Chr. gefunden. Außerdem gibt es Hinweise auf eine slawische Besiedlung. Da der Ortsname (1200 Walterestorp) deutschen Ursprungs ist, geht der Anfang der heutigen Siedlung wahrscheinlich auf deutsche Einwanderer zurück. Die Erwähnung von 1200 ist der erste offizielle urkundliche Nachweis, daneben gibt es noch eine offensichtlich jüngere Urkunde, in der die Schenkung des Ortes an das Kollegiatstift des Magdeburger Klosters Unser Lieben Frauen bestätigt wird, mit dem gefälschten Datum von 1015. Aus der zweiten Hälfte des 14. Jahrhunderts sind weitere echte Urkunden, die den Namen „Wolterstorp“ beinhalten, bekannt.

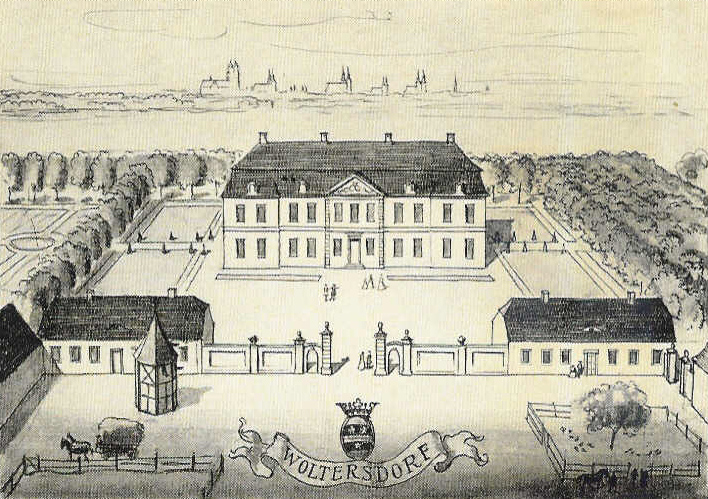
Gut Woltersdorf um 1750

Seit 1491 war die Adelsfamilie von Lossow Besitzer von einem der drei Rittergüter in Woltersdorf, allerdings dem Bischof zu Brandenburg (und nicht dem Liebfrauenkloster) tributpflichtig. Etwa zur selben Zeit erwarben die von Alvensleben ein weiteres Gut, bis 1710–1714 der Minister Johann Friedrich II. von Alvensleben, Bauherr von Schloss Hundisburg, die Besitzungen in seiner Hand zum Gut Woltersdorf vereinte. Sein Sohn  Carl August II. von Alvensleben erbaute hier 1744 das inzwischen zerstörte Herrenhaus. 1840 besaß das Gut 650 Hektar Land, während die Kommunalgemeinde nur über 225 Hektar landwirtschaftliche Flächen verfügte. Das Gut wurde 1881 an den damaligen Pächter Brandt verkauft.
Einige kleine Industriebetriebe siedelten sich an, als Woltersdorf 1892 an die Eisenbahnlinie Magdeburg - Loburg angeschlossen wurde. Doch mussten die Dampfmühle, ein Sägewerk und die Harmonikafabrik schon bald wieder ihren Betrieb einstellen. Auf dem Grundstück der Harmonikafabrik wurde später ein großer Getreidesilo errichtet.
Seit 1818 gehörte Woltersdorf zum preußischen Kreis Jerichow I mit der Kreisstadt Burg. Bei dieser Kreisstadt blieb es auch, als die DDR mit ihrer Gebietsreform von 1952 den neuen Kreis Burg schuf.
Am 30. September 1928 wurde der Gutsbezirk Woltersdorf mit der Landgemeinde Woltersdorf vereinigt. Bereits 1945 war das ehemalige Rittergut durch die von der sowjetischen Besatzungsmacht angeordnete Bodenreform enteignet und der Grundbesitz unter 52 Neubauern aufgeteilt worden. Deren Selbständigkeit dauerte jedoch nur bis 1953, dann wurden ihre Höfe im Rahmen der von den DDR-Behörden betriebenen Kollektivierung der Landwirtschaft in eine LPG überführt. 1960 schlossen sich vier LPG aus Königsborn, Nedlitz, Büden und Woltersdorf zur Groß-LPG „Ernst Thälmann“ zusammen. Sie hatte ihren Sitz in Woltersdorf und bewirtschaftete 2.500 Hektar Land.
Nach dem Ende der DDR entstand im Nachbarort Büden eine Agrargenossenschaft, die auch die Bewirtschaftung der Woltersdorfer Flächen übernahm. Damit hatte der Ort keinen ansässigen Gewerbebetrieb mehr. Der ehemals landwirtschaftliche Charakter änderte sich zugunsten einer Wohnsiedlung. Mit der Zusammenlegung der Landkreise Burg und Genthin kam  Woltersdorf 1994 zum Landkreis Jerichower Land. Von 2005 bis 2009 war der Ort Mitglied der Verwaltungsgemeinschaft Biederitz-Möser.
Bis zum 31. Dezember 2009 war Woltersdorf eine selbständige Gemeinde mit dem zugehörigen Ortsteil Bruch. Am 1. Januar 2010 wurde Woltersdorf in die Einheitsgemeinde Biederitz eingegliedert.

## Politik

### Bürgermeister
Der jetzige Ortsbürgermeister ist Thomas Lammich, die Vorgänger waren Matthias Müller, Thomas Ehlert und Sebastian Issler.

### Wappen
| | Blasonierung: „Von Grün über Silber schräglinks geteilt; oben eine silberne Glocke, unten ein silbern konturierter schwarzer Pferdekopf.“ |
| Wappenbegründung: Die Farben sind Grün - Weiß (Silber). Die Tingierung des Wappens basiert auf die bereits längere Zeit in dem Ort übliche Farbkombination Grün - Weiß. Die silberne Glocke deutet auf die Glocke mit dem von Lossowschen Wappen in der Woltersdorfer Kirche hin. Gleichzeitig steht sie als Symbol für die in dem flachen Land weithin sichtbare Kirche. Der schwarze Pferdekopf symbolisiert das ehemalige Gestüt Halle-Kreuz (1893–1970) und die langjährige Hengststation Woltersdorfs (1950–1973). Das Wappen wurde vom Heraldiker Ernst Albrecht Fiedler aus Magdeburg gestaltet und am 8. September 2000 durch das Regierungspräsidium Magdeburg genehmigt. | |

### Flagge
Die Flagge ist Grün - Weiß (1:1) gestreift (Hissflagge: Streifen senkrecht, Querflagge: Streifen waagerecht verlaufend) mit dem aufgelegten Wappen.

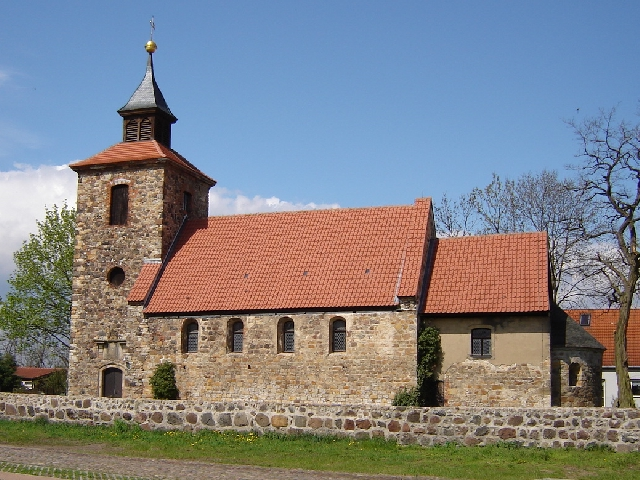
Evangelische Kirche von Woltersdorf

## Bauwerke
- Dorfkirche Woltersdorf
- Gut Woltersdorf